# Nicolae Iorga
Nicolae Iorga, ou Nicolae Jorga na tradução para outras línguas, (Botoşani, 17 de janeiro de 1871 — Ploieşti, 27 de novembro de 1940) foi um historiador, político, crítico literário, memorialista, albanólogo, poeta e dramaturgo romeno. Co-fundador (em 1910) do Partido Nacionalista Democrático (PND), ele serviu como membro do Parlamento, presidente da Assembleia dos Deputados e do Senado, ministro do gabinete e brevemente (1931-32) como primeiro-ministro.

## Carreira
Uma criança prodígio, polímata e poliglota, Iorga produziu um corpo extraordinariamente grande de trabalhos acadêmicos, estabelecendo sua reputação internacional como medievalista, bizantinista, latinista, eslavista, historiador de arte e filósofo da história. Ocupando cargos docentes na Universidade de Bucareste, na Universidade de Paris e em várias outras instituições acadêmicas, Iorga foi fundadora do Congresso Internacional de Estudos Bizantinos e do Instituto de Estudos do Sudeste Europeu (ISSEE). Sua atividade também incluiu a transformação da cidade de Vălenii de Munte em um centro cultural e acadêmico.
Em paralelo com suas contribuições acadêmicas, Nicolae Iorga foi um proeminente ativista de centro-direita, cuja teoria política uniu conservadorismo, nacionalismo romeno e agrarianismo. De origem marxista, mudou de lado e tornou-se discípulo do movimento juninês. Iorga mais tarde tornou-se uma figura de liderança na Sămănătorul, a influente revista literária com tendências populistas, e militou dentro da Liga para a Unidade Cultural de Todos os Romenos, fundando publicações vocalmente conservadoras como Neamul Românesc, Drum Drept, Cuget Clar e Floarea Darurilor. Seu apoio à causa dos romenos étnicos na Áustria-Hungria fez dele uma figura proeminente no campo pró-Entente na época da Primeira Guerra Mundial, e garantiu-lhe um papel político especial durante a existência da Grande Romênia entreguerras. Iniciador de campanhas em larga escala para defender a cultura romena diante de supostas ameaças, Iorga provocou a maior parte da controvérsia com sua retórica antissemita, e foi por muito tempo um associado do ideólogo de extrema direita A. C. Cuza. Ele foi um adversário dos dominantes Liberais Nacionais, mais tarde envolvido com o Partido Nacional Romeno, de oposição.
Mais tarde em sua vida, Iorga se opôs à radicalmente fascista Guarda de Ferro e, depois de muita oscilação, passou a endossar seu rival Rei Carol II. Envolvida em uma disputa pessoal com o líder da Guarda, Corneliu Zelea Codreanu, e indiretamente contribuindo para seu assassinato, Iorga também foi uma figura proeminente no partido corporativista e autoritário de Carol, a Frente Nacional do Renascimento. Ele permaneceu uma voz independente de oposição depois que a Guarda inaugurou sua própria ditadura legionária nacional, mas acabou sendo assassinado por um comando guardaista.